# Stilus

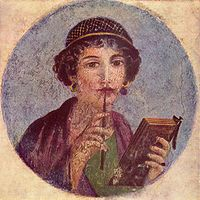
Dívka se stilem a voskovými destičkami na fresce v Pompejích

Stilus (v latině „rydlo“), ve středověké latině i stylus (nesouvisí s řeckým στῦλος stylos, „sloup“), řidčeji graphium (řecky γραφίον grafion), je zašpičatělá tyčinka z tvrdého materiálu, která se v antice používala jako psací nástroj. 

## Charakteristika
Stily se vyráběly z kovu – bronzu, železa, někdy ze stříbra, z kosti či slonoviny. Používaly se především k psaní na voskové destičky. Text byl hrotem stilu vyrýván do vosku. Jeho druhý konec měl tvar malé špachtle, která sloužila k opravám chyb vyhlazením vosku. Stily jsou známy z mnoha vyobrazení z antického období a jsou zachovány i původní exempláře.
Podle legendy byl svatý Kasián kolem roku 305 v Imole ubodán právě stily svých studentů.